# Hans-Joachim Drexhage
Hans-Joachim Drexhage (* 5. September 1948 in Unna) ist ein deutscher Althistoriker.

## Leben
Hans-Joachim Drexhage legte 1970 sein Abitur am humanistischen Gymnasium Hammonense in Hamm ab. Anschließend studierte er an der Universität Münster, wo Thomas Pekáry zu seinen akademischen Lehrern zählte. Bei diesem erfolgte auch die Promotion aufgrund einer Arbeit, die gekürzt als ein Aufsatz unter dem Titel Wirtschaft und Handel in den frühchristlichen Gemeinden (1.–3. Jahrhundert n. Chr.) erschien. 1986 habilitierte sich Drexhage mit der Arbeit Preise, Mieten, Pachten, Kosten und Löhne im römischen Ägypten bis zum Regierungsantritt Diokletians an der Universität Münster. Von 1994 an lehrte er als ordentlicher Professor an der Universität Marburg. Nach dem Wintersemester 2013/2014 wurde er pensioniert.
Drexhage beschäftigt sich vor allem mit der antiken, insbesondere der kaiserzeitlichen Wirtschaftsgeschichte. Er war Herausgeber der Fachzeitschrift Münstersche Beiträge zur Antiken Handelsgeschichte (2009 umbenannt in Marburger Beiträge zur Antiken Handels-, Wirtschafts- und Sozialgeschichte), der Laverna. Beiträge zur antiken Sozial- und Handelsgeschichte sowie der Schriftenreihe Pharos. Studien zur griechisch-römischen Antike.

## Schriften (Auswahl)
- Wirtschaft und Handel in den frühchristlichen Gemeinden (1.–3. Jahrhundert n. Chr.). In: Römische Quartalschrift für Christliche Altertumskunde und Kirchengeschichte. Band 76, 1981, S. 1–72 (gekürzte Fassung der Dissertation).
- Deutschsprachige Dissertationen zur alten Geschichte. 1844–1978. Steiner, Wiesbaden 1980, ISBN 3-515-03197-9.
- Preise, Mieten, Pachten, Kosten und Löhne im römischen Ägypten bis zum Regierungsantritt Diokletians (= Vorarbeiten zu einer Wirtschaftsgeschichte des römischen Ägypten. Band 1). Scripta-Mercaturae, St. Katharinen 1991, ISBN 3-922661-88-2 (Habilitationsschrift, Universität Münster 1986).
- mit Heinrich Konen und Kai Ruffing: Die Wirtschaft des Römischen Reiches (1.–3. Jahrhundert). Eine Einführung (= Studienbücher Geschichte und Kultur der Alten Welt). Akademie-Verlag, Berlin 2002, ISBN 3-05-003430-0.[2]

Herausgeberschaften
- mit Julia Sünskes: Migratio et commutatio. Studien zur Alten Geschichte und deren Nachleben. Thomas Pekáry zum 60. Geburtstag am 13. September 1989 dargebracht von Freunden, Kollegen und Schülern. Scripta Mercaturae, St. Katharinen 1989, ISBN 3-922661-71-8.